# Promesas de primavera
Promesas de primavera es la séptima canción del sexto álbum de estudio, Cometas por el cielo, del grupo español La Oreja de Van Gogh.

## Acerca de la canción
En palabras de La oreja de Van Gogh: "Cuando escribimos esta canción nunca imaginamos que la esperanza de una Euskadi en paz podía hacerse realidad tan pronto. Somos cinco jóvenes vascos que nacimos con la democracia pero que todavía no habíamos vivido en plena libertad. El final del terrorismo nos ha dado la posibilidad de animarnos a ser padres en una Euskadi de contrastes y colores y no en la tierra gris y triste que conocimos. Eso sí, tendremos que contarles, porque nunca se nos olvidará, que hubo gente que vivió y murió porque hoy ellos vivan en paz y libertad".
No imaginaban que la llegada de la paz a su ciudad estaba al llegar.

## Venta de los derechos de la canción
El grupo donostiarra promocionará el turismo de Euskadi en su gira de conciertos de 2012, que recorrerá todo el Estado, parte de Europa y América.
La Oreja de Van Gogh pondrá la banda sonora a la nueva campaña de turismo del Gobierno Vasco, con su tema 'Promesas de Primavera'. Según Basquetour, la canción será un reflejo del "nuevo tiempo de esperanza y paz que abierto en Euskadi" tras el cese definitivo del terrorismo anunciado por ETA. 
Además, La Oreja de Van Gogh promocionará el turismo de Euskadi en su gira de conciertos de 2012, que recorrerá todo el Estado, parte de Europa y América.
El grupo donostiarra ha firmado hoy un acuerdo con Basquetour, por el que se compromete a la emisión de un video promocional de Euskadi en todos los conciertos que realicen a lo largo de 2012.
Además, se cederán los derechos de la canción 'Promesas de primavera' para su uso en las imágenes de la campaña de turismo de este año. Por otra parte, los integrantes del grupo se comprometen a la mención, durante las entrevistas y ruedas de prensa, de la citada campaña y la dinamización de la marca 'Euskadi Saboréala' y el País Vasco como destino turístico en las redes sociales.
Desde Basquetour, han señalado que el propio grupo "ha identificado" este tema, 'Promesas de Primavera', como una canción que "representa la nueva situación de paz de la que goza Euskadi desde el 20 de octubre del 2011, como la canción de la esperanza para el País Vasco".
El Gobierno vasco ha explicado que la decisión de firmar este acuerdo con el grupo responde a diferentes motivos, entre ellos, que esta banda guipuzcoana "ha sido embajadora de Euskadi a lo largo de los doce años de carrera, promocionando diferentes lugares del territorio en sus canciones".
El Gobierno vasco paga al grupo 150.000 euros por ser embajadora turística de Euskadi
- Datos: Q6087817